# Pelecopsis moschensis
Pelecopsis moschensis là một loài nhện trong họ Linyphiidae.
Loài này thuộc chi Pelecopsis. Pelecopsis moschensis được Lodovico di Caporiacco miêu tả năm 1947.